# Список коррупционеров и разжигателей войны

Скриншот [https://acf.international/ru/list-of-war-enablers страницы списка коррупционеров и разжигателей войны

Список коррупционеров и разжигателей войны (также Список 6000) — инициатива Фонда борьбы с коррупцией по созданию списка людей, действия которых сделали войну против Украины возможной (бывший глава ФБК Леонид Волков сетовал на отсутствие в русском языке эквивалента выражению war enablers). Фигуранты списка — коррупционеры, силовики, организаторы репрессий, представители высшего и среднего чиновничества, пропагандисты, публичные сторонники войны и т. д.
«Список 6000» был задуман как ориентир для западных политиков при разработке персональных санкций. Критерии включения соответствуют закрытому перечню оснований, которые власти Евросоюза считают достаточными для ввода персональных санкций. Под каждого фигуранта списка ФБК собирает пакет доказательств его вины. Цель списка коррупционеров и разжигателей войны — добиться санкций не только против ближайшего окружения Владимира Путина, но и против широкого списка бенефициаров его режима, подорвать их лояльность, поставив под удар их собственное будущее. На август 2024 года в список включено почти 8 тысяч человек.

## История
Список коррупционеров и разжигателей войны (Список 6000) был опубликован 26 апреля 2022 года на международном сайте Фонда борьбы с коррупцией. Единый список бенефициаров режима Владимира Путина и сторонников вторжения в Украину был задуман как ориентир для западных политиков при разработке санкций. Цель проекта — подорвать лояльность элит, поставив под удар их собственное благополучие и будущее.
В середине мая Леонид Волков встретился с главой европейской дипломатии Жозепом Боррелем и депутатом Европарламента, бывшим премьер-министром Бельгии Ги Верхофстадтом для обсуждения претворения в жизнь предлагаемых ФБК санкций. Спустя несколько дней Европейский парламент большинством голосов поддержал резолюцию, которая в числе прочего рекомендовала Совету Европейского союза расширить персональные санкции Евросоюза с учётом предложенного ФБК списка. Европарламентарии также назвали необходимым распространить санкции на включённых в список бывших европейских политиков, занимающих высокие посты в российских госкомпаниях (таких как Карин Кнайсль и Герхард Шрёдер) и действующих политиков, продолжающих получать российские деньги. В дальнейшем, чтобы ускорить обсуждение санкций, ФБК призвал сторонников напрямую обращаться к депутатам Европарламента с соответствующим вопросом.
Во второй половине мая представители ФБК также встретились с членам Конгресса США в Вашингтоне, чтобы обсудить список и идею широких санкций как способа ускорить эрозию российской политической системы, которая в целом укладывалась в логику американской санкционной политики и не требовала финансовой поддержки. В начале июня 9 сенаторов от Республиканской и Демократической партий обратились к министру финансов Джэнет Йеллен с просьбой ввести санкции против фигурантов списка разжигателей войны, которые ещё не были включены в американские санкционные списки.
В январе 2023 года депутат Европарламента и член наблюдательного совета ACF Ги Верхофстадт инициировал обращение, в котором призывал ЕС как можно скорее ввести массовые санкции по списку 6000. Его сразу же подписали больше 110 депутатов.

### Список 200
В конце августа 2022 года по запросу Министерства иностранных дел Великобритании ФБК подготовил сокращённый список из 200 персоналий, которых фонд назвал «ключевыми разжигателями войны». В него вошли федеральные министры, депутаты Госдумы, силовики, пропагандисты и близкие к власти бизнесмены, которые пока избежали санкций Великобритании. ФБК отдельно выделил шестерых фигурантов сокращённого списка: это министр финансов и член Совбеза Антон Силуанов, помощник президента Владимир Мединский, глава Центробанка Эльвира Набиуллина, бизнесмен Искандер Махмудов и функционеры прокремлёвских медиа Екатерина Андреева и Тина Канделаки. На следующий день после обнародования списка основателя ФБК Алексея Навального вновь перевели в ШИЗО, что в ФБК сочли реакцией властей на их работу.
В сентябре Палата представителей США приняла законопроект о санкциях против высокопоставленных российских чиновников, бизнесменов и сотрудников провластных СМИ. В основу санкционного списка лёг перечень 200 ключевых разжигателей войны с рядом изменений, поскольку некоторые его фигуранты уже находились под санкциями США.

## Содержание
Волков пояснял, что обозначение «коррупционеров и разжигателей войны» служит эквивалентом англоязычного war enablers, то есть тех, кто сделал войну возможной — коррупционеров, организаторов репрессий, пропагандистов, публичных сторонников войны и пр. Содержание и структура списка соответствуют формализованному закрытому перечню оснований, которые европейская бюрократия считает достаточными для ввода персональных санкций. На каждого фигуранта списка собрано досье с обоснованием его личной ответственности за войну, которая переросла в полномасштабное вторжение России в Украину в 2022 году.
На август 2024 года в список входили 7942 человека, распределённые по категориям и подкатегориям:
- Организаторы войны (члены Совета безопасности, военнослужащие и пособники российской оккупации);
- Пропагандисты (сотрудники федеральных медиа, главные редактора и руководство региональных телеканалов, региональная пресса);
- Коррупционеры (герои расследований, герои региональных расследований, олигархи);
- Публичные сторонники Путина (доверенные лица президента на выборах);
- Высшие федеральные чиновники (сотрудники органов исполнительной власти и администрации президента);
- Депутаты и сенаторы (Государственная дума, Совет Федерации);
- Главы регионов (губернаторы);
- Ключевые региональные чиновники (вице-губернаторы, спикеры региональных заксобраний);
- Государственные банкиры (сотрудники Центрального банка РФ, члены правления и руководители государственных банков);
- Функционеры «Единой России» (руководители правящей партии в центре и регионах);
- Ключевые силовики (МВД, ФСБ, Росгвардия, Следственный комитет, прокуратура);
- Организаторы политических репрессий (судьи, прокуроры, следователи; организаторы цензуры в интернете);
- Организаторы фальсификаций на выборах (руководители ЦИК и местных избиркомов);
- Продажные лидеры общественного мнения (звёзды и блогеры, публичные сторонники Путина);
- Разжигатели войны (деятели образования, деятели культуры, учёные, спортсмены, идеологи войны);
- Руководители госкомпаний (руководители и их замы, члены правлений и советов директоров).

Список неоднократно расширялся, чем объясняется число фигурантов, значительно превышающее 6000. Так с июля 2022 года список пополнился главами технологических компаний, помогавших выстраивать цензуру и слежку в рунете; судьями Конституционного суда (которые своими решениями демонтировали систему сдержек и противовесов в стране), Верховного суда и Мосгорсуда (которые непосредственно реализовывали политические репрессии); духовными лидерами, поддержавшими войну против Украины; руководителями группировок российских войск; главами и сотрудниками оккупационных администраций; разработчиками системы распознавания лиц, которую российские власти используют для преследования оппозиции; коррупционерами - героями расследований The Insider, «Проекта» и «Важных историй»; предпринимателями, которые стали бенефициарами режима Владимира Путина.
В октябре в список были включены люди, причастные к организации — и предположительной фальсификации — электронного голосования в Москве на думских выборах 2021 года. Помимо чиновников, в список разжигателей войны был включён лоббист электронного голосования, бывший главный редактор «Эха Москвы» Алексей Венедиктов, который регулярно отрицал возможность фальсификации его результатов.
Леонид Волков отмечал, что человек может быть исключён из списка в случае деятельного, соразмерного его причастности, раскаяния.

## Реакция
Публикация списков вызвала дискуссии в русскоязычной интернет-среде и недовольство попавших в него персоналий, таких как Илья Ремесло, Ксения Собчак, Олег Кашин. Включение последнего в список ФБК обосновали его публикациями в поддержку войны и оккупации Украины (например, колонки в Republic в 2014 году), но это убедило не всех. Так, в защиту Кашина выступил главный редактор Republic Дмитрий Колезев. Кроме того, ряд комментаторов указал на неточности в некоторых записях, что в ФБК признали досадными ошибками при работе над настолько объёмным документом.
Волков отмечал, что после публикации около 50 фигурантов списка связались с ФБК, стараясь доказать свою непричастность. В их числе оказались Артём Кухаренко и Александр Кабаков, основатели компании NtechLab, разработчика системы системы распознавания лиц, которую российские власти используют для преследования оппозиции. Как следовало из заявлений главы ФБК, они передали фонду подробную информацию о системе и людях, обеспечивающих её работу. После этого в список «коррупционеров и разжигателей войны» был включён ряд чиновников правительства Москвы, руководитель департамента Московского метрополитена, главы компаний, обеспечивающих работу системы наблюдения, а также Евгений и Наталья Касперские (ключевые лица «Лаборатории Касперского» и InfoWatch). По итогу сотрудничества и после публикации антивоенных заявлений в соцсетях Кухаренко и Кабакова ФБК вычеркнул их из списка. Это решение стало предметом широкого обсуждения и подверглось критике: полученные ФБК данные сочли несопоставимыми со вкладом Кухаренко и Кабакова в построение полицейского государства, а раскаяние в непубличных аккаунтах — недостаточным. ФБК признал, что отступил от собственных критериев и вернул Кухаренко и Кабакова в список 6000.
В марте 2023 года стало известно, что полугодом ранее Леонид Волков направил в Еврокомиссию письмо с просьбой снять санкции с ряда бизнесменов, которые якобы не были связаны с режимом. В письме Волков указывал, что отсутствие механизма выхода из-под санкций (за публичное осуждение войны, возмещение убытков или действия против Путина) не побуждает бизнесменов менять своё поведение и делать политические высказывания. В качестве иллюстрации Волков привёл Михаила Фридмана, а также Петра Авена — фигуранта списка коррупционеров и разжигателей войны как участника системы политической коррупции. Волков признал политическую ошибку (он отправил письмо от имени организации), заявил, что надеялся создать прецедент и запустить цепочку публичных осуждений войны, и объявил о перерыве в работе на посту главы ФБК. В конце марта ФБК добавил в список коррупционеров и разжигателей войны остальных совладельцев «Альфа-групп» — Фридмана, Алексея Кузьмичева и Германа Хана.

## Списки
- Top 200 Bribetakers and Warmongers. The Anti-Corruption Foundation. (июль 2024).
- Contributors to the War (основной список). The Anti-Corruption Foundation. (июль 2024).